# 레온 플라이셔
레온 플라이셔(Leon Fleisher, 1928년 7월 23일 ~ 2020년 8월 2일)는 미국의 피아니스트, 지휘자, 교육자이다.
샌프란시스코에서 태어난 플라이셔는 4살 때 피아노를 연주하기 시작했고, 9살 때 아르투르 슈나벨과 함께 공부하기 시작했다. 그는 특히 브람스의 두 개의 피아노 협주곡과 베토벤의 다섯 개의 협주곡을 해석한 것으로 잘 알려져 있는데, 그는 조지 셀과 클리블랜드 오케스트라와 함께 녹음했다.
1964년, 그는 신경 질환으로 오른손의 이상이 생겼고, 라벨의 왼손을 위한 피아노 협주곡과 그를 위해 쓰여진 많은 작곡과 같은 왼손의 레퍼토리에 집중하였다. 그는 2004년 오른손의 통제력을 되찾았고, 양손 레퍼토리를 연주하고 녹음했다.
그는 지휘자, 특히 존스 홉킨스 대학 피바디 연구소, 커티스 음악원 등에서 60년 넘게 교사로 활동했다. 그는 2007년 케네디 센터 명예상 수상자였다.